# Norbert Zimmermann (Unternehmer)

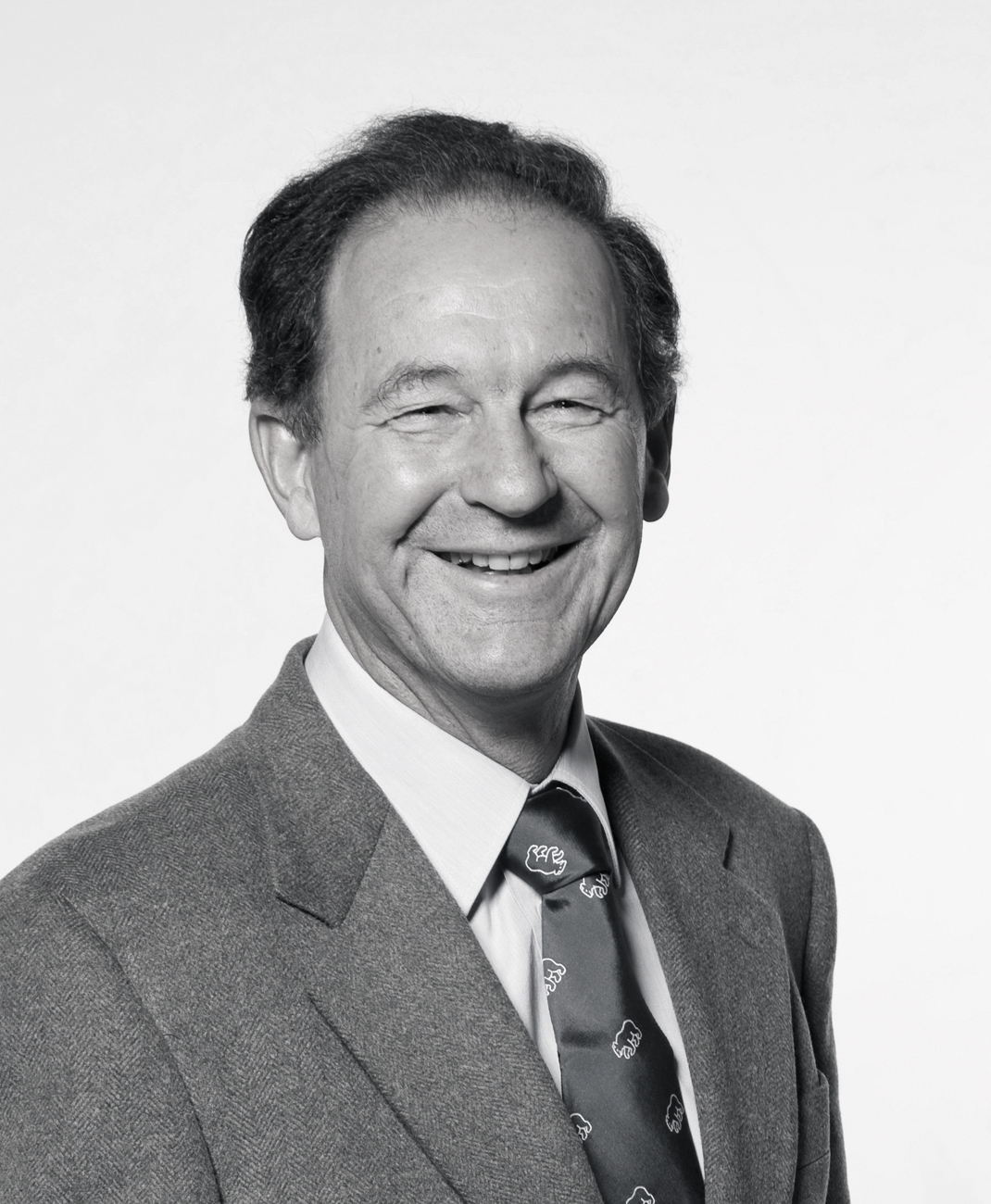
Norbert Zimmermann

Norbert Zimmermann (* 13. April 1947 in Bludenz, Vorarlberg) ist ein österreichischer Industrieller.

## Werdegang
Norbert Zimmermann studierte von 1967 bis 1971 Welthandel an der Wirtschaftsuniversität Wien und nach dem Abschluss begann Zimmermann im Jahr 1971 zunächst als Systems Engineer und Kundenberater bei IBM Wien. Sein weiterer Weg führte ihn über Managementaufgaben bei der Spar Österreichische Warenhandels-AG sowie der Böhm GmbH im Jahr 1986 in die Geschäftsführung der verstaatlichten Berndorfer Metallwarenfabrik.
Im Jahr 1988 erwarb Zimmermann im Rahmen eines Management-Buy-out die Mehrheit an dem niederösterreichischen Unternehmen, das in weiterer Folge als Berndorf AG firmierte. Norbert Zimmermann baute die Unternehmensgruppe bis zu seinem Ausscheiden aus der operativen Verantwortung als Vorstandsvorsitzender 2008 zu einem internationalen Technologie-Mischkonzern um. Heute ist er Hauptaktionär der Berndorf AG und Vorsitzender des Aufsichtsrates der Schoeller-Bleckmann Oilfield Equipment AG. Für die gemeinnützig wirkende Berndorf Privatstiftung sowie für die MEGA Bildungsstiftung fungiert er als Vorstandsvorsitzender.

## Weitere Aktivitäten
Von 2004 bis 2007 war Norbert Zimmermann Präsident der Industriellenvereinigung Niederösterreich und ist Ehrenmitglied im Vorstand des Vereins Österreichischer Industrieller.
Seine Tochter Sonja Zimmermann hat im Jahr 2020 von ihm den Vorsitz des Aufsichtsrates der Berndorf AG übernommen und ist außerdem mit ihrem Vater als Vorstand der MEGA Bildungsstiftung und der Berndorf Privatstiftung tätig. Die Berndorf Privatstiftung unterstützt gemeinnützige Projekte sowohl innerhalb als auch außerhalb der Berndorf Gruppe. Gefördert werden Projekte, Initiativen oder Institutionen insbesondere in den Bereichen unternehmerisches Handeln, Soziales, Bildung und Kultur.
In der musikalischen Formation „Swinging Leaders“ versammelt Norbert Zimmermann neben sich weitere jazzbegeisterte Unternehmer und Führungskräfte – verstärkt durch die Profimusiker Peter Natterer, Uli Pesendorfer und Richard Barnert. Die Band hat sich der Wohltätigkeit verschrieben und spielt unter dem Motto „Keine Gage aber nicht umsonst“. Seit ihrer Gründung treten die Swinging Leaders regelmäßig bei Wohltätigkeitsveranstaltungen auf. Seinen musikalischen Leitsatz hat Saxophonist Norbert Zimmermann ins Leben transferiert, wenn er sagt: „Ich spiele, was ich kann. Und nicht mehr.“

## Auszeichnungen
- 2000: WU-Manager des Jahres[3]
- Österreicher des Jahres – Kategorie Unternehmer, ausgezeichnet von Die Presse und ORF
- Silbernes Komturkreuz des Ehrenzeichens für Verdienste um das Land Niederösterreich
- Ehrenbürger der Stadtgemeinde Berndorf
- Senator der Wirtschaftsuniversität Wien